# Roscigno
Roscigno är en kommun i provinsen Salerno i regionen Kampanien, Italien. Roscigno gränsar till kommunerna  Bellosguardo, Corleto Monforte, Laurino, Sacco och Sant'Angelo a Fasanella.
Kommunen är delad i två delar: Roscigno Vecchia och Roscigno Nuovo. Roscigno Vecchio, den gamla staden är en obebodd del på grund av risk för jordskred. Stadsdelen började utrymmas 1902 och invånarna flyttades till Roscigno Nuovo.
Roscigno är en del av nationalparken Parco Nazionale del Cilento e Vallo di Diano.

## Externa länkar

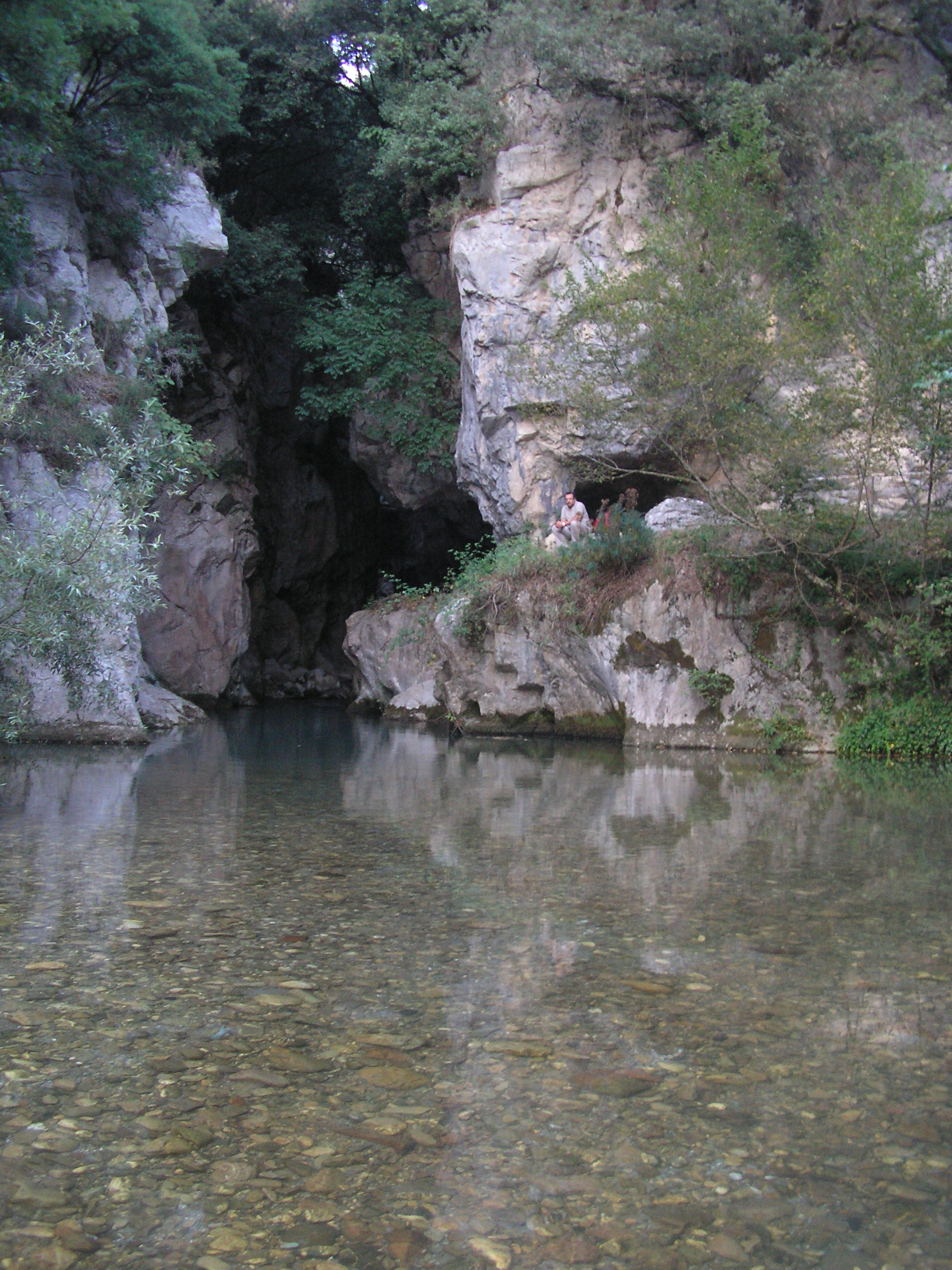
Floden Sammaros källa